# Евровидение (конкурс молодых танцоров)
«Евровидение для молодых танцоров» (англ. Eurovision Young Dancers) — танцевальный конкурс, проводящийся раз в 2 года в Европе. С 1985 года используется формат, похожий на «Евровидение», каждая страна, которая является членом Европейского Вещательного Союза (ЕВС) имела возможность отправить участников. Участник может быть один или танцевальная пара, и все участники должны быть в возрасте от 15 до 21 лет и без профессиональной подготовки. Победитель выбирается телезрителями по всему EBU в режиме реального времени.
В 2003 году конкурс получил отдельные призы для классического и современного танца.
В 2007 году конкурс не состоялся, так как Европейский вещательный союз (EBU) ввёл новый танцевальный конкурс «Танцевальное Евровидение».
Изначально планировалось, что «Евровидение для молодых танцоров» вернётся в 2009 году и будет проходить в пятницу 19 июня 2009 года в «Доме танца» в норвежской столице Осло, однако директор телевизионного департамента ЕВС Бьёрн Эриксен на пресс-конференции Европейского Вещательного Союза в мае 2009 года сообщил, что конкурс «был вновь отменён из-за небольшого количества стран-участниц».

## История
Конкурс «Евровидение для молодых танцоров» проходит раз в 2 года, параллельно с конкурсом «Евровидение для молодых музыкантов».
Первый конкурс впервые прошёл в городе Реджо-нель-Эмилия (Италия) 16 июня 1985 года. Участвовало одиннадцать стран, каждая из которых представила по одному танцору. Конкурс выиграла Испания, которую представляла Аранча Аргуэльес.
В общей сложности в конкурсе в разное время с 1985 года принимали участие 37 стран, в том числе неевропейская, и не входящая в ЕВС или СЕ, Канада, и частично признанная, не входящая в ЕВС или СЕ, Республика Косово.
За время существования конкурса он дважды отменялся — в 2007 и 2009 годах. В 2007 году конкурс должен был пройти в начале февраля в Лозанне (Швейцария), однако по различным причинам был отменён, тогда как Швейцарская вещательная корпорация и Европейский вещательный союз решили сконцентрироваться на балетном конкурсе «Приз Лозанны», который проходит в Лозанне в тот же период начиная с 1973 года.

## Формат
К участию в Конкурсе допускаются танцоры в возрасте от 16 лет до 21 года. Причём участниками могут стать только соло-танцовщики, не задействованные на профессиональной основе и имеющие образование классической или современной танцевальной школы, владеющие базовыми навыками классического балета.
Во время конкурса каждый участник должен исполнить один сольный танец, продолжительность которого должна составлять не более 1 минуты 30 секунд. Музыку и стиль танца участник выбирает по своему усмотрению. Также в шоу представляется групповой танец, постановку которого осуществляют хореографы конкурса. Групповой танец исполняется участниками, разделенными на две группы.
Два участника, набравшие по решению профессионального жюри наибольшее количество баллов, исполнят в финале танец-дуэль, включающий в себя элементы сольного и группового номеров. Среди них и определяется победитель.

### Количество стран
С 2011 года в конкурсе может участвовать максимум 14 стран, но для проведения конкурса количество стран должно составлять минимум десять..

### Выбор места проведения
Страна-победитель на конкурсе молодых танцоров не получает автоматического права на проведение конкурса в следующем году (в отличие от конкурса песни «Евровидение», где страна-победитель такое право имеет). Страна, в которой будет проведён конкурс в следующем году, определяется заранее. Управляющая группа конкурса проводит встречу, на которой они обсуждают заявки стран, подавших заявления на организацию конкурса..

## Страны-участницы

Карта Евровидения для молодых музыкантов:
Страны, которые участвовали в конкурсе хотя бы один раз.
Страны, которые имеют право на участие, но ни разу (пока) не участвовали.

В конкурсе «Евровидение» для молодых танцоров могут участвовать страны, входящие в Европейский вещательный союз или Совет Европы. Также участвуют в конкурсе расположенные в Азии государства: Армения, Кипр, а также частично расположенное в Европе и (бо́льшой частью) в Азии: Россия. Неевропейская и не входящая в ЕВС или СЕ Канада участвовала в конкурсе 2 раза (1987, 1989). Частично признанная не входящая в ЕВС или СЕ Республика Косово участвовала в конкурсе в 2011 году
Всего в конкурсе в разное время принимали участие 37 стран: Австрия, Албания, Армения, Беларусь, Бельгия, Болгария, Великобритания, Венгрия, Германия, Греция, Дания, Ирландия, Испания, Италия, Канада, Кипр, Косово, Латвия, Мальта, Нидерланды, Норвегия, Польша, Португалия, Россия, Румыния, Словакия, Словения, Украина, Финляндия, Франция, Хорватия, Чехия, Швеция, Швейцария, Эстония; а также ныне несуществующая страна — Югославия.
Страны, ранее участвовавшие в конкурсе, но в настоящее время не принимающие в нём участие: Австрия, Армения, Беларусь, Бельгия, Болгария, Великобритания, Венгрия, Греция, Дания, Ирландия, Испания, Италия, Канада, Кипр, Косово, Латвия, Португалия, Россия, Румыния, Украина, Финляндия, Франция, Хорватия, Швейцария, Эстония.
Ещё восемнадцать стран-членов ЕВС могут участвовать в конкурсе танца Евровидение, но пока никогда этого не делали. В их число входят Азербайджан , Алжир, Босния и Герцеговина, Ватикан, Грузия, Египет, Израиль, Иордания, Исландия, Ливан, Ливия, Литва, Македония, Молдова, Сербия, Тунис, Турция, Черногория.

### Уходы, возвращения и дебюты
Чтобы распустить объединённые ячейки, нажмите на ячейку «Год».
| Год  | Место проведения | Дата       | ВУ | Дебюты | Возвращения                                       | Уходы                                                               | Победитель      |
| ---- | ---------------- | ---------- | -- | --- | ------------------------------------------------- | ------------------------------------------------------------------- | --------------- |
| 1985 | Италия           | 16 июня    | 11 | 11: Бельгия, Великобритания, Германия, Испания, Италия, Нидерланды, Норвегия, Финляндия, Франция, Швейцария, Швеция, | —                                                 | —                                                                   | Испания         |
| 1987 | Германия         | 31 мая     | 15 | 4: Австрия, Дания, Канада, Югославия                                                                                 | —                                                 | —                                                                   | Дания           |
| 1989 | Франция          | 28 июня    | 17 | 2: Кипр, Португалия                                                                                                  | —                                                 | —                                                                   | Великобритания  |
| 1989 | Франция          | 28 июня    | 17 | 2: Кипр, Португалия                                                                                                  | —                                                 | —                                                                   | Франция         |
| 1991 | Финляндия        | 5 июня     | 15 | 1: Болгария | —                                                 | 3: Австрия, Великобритания, Канада                                  | Испания         |
| 1993 | Швеция           | 15 июня    | 15 | 4: Греция, Польша, Словения, Эстония                                                                                 | 1: Австрия                                        | 5: Болгария, Италия, Нидерланды, Португалия, Югославия (навсегда)   | Испания         |
| 1995 | Швейцария        | 6 июня     | 15 | 2: Венгрия, Россия                                                                                                   | —                                                 | 2: Дания, Эстония                                                   | Испания         |
| 1997 | Польша           | 17 июня    | 13 | 2: Латвия, Словакия                                                                                                  | —                                                 | 5: Австрия, Норвегия, Россия, Франция, Швейцария                    | Испания         |
| 1997 | Франция          | 10 июля    | 16 | 1: Чехия | 4: Великобритания, Нидерланды, Франция, Швейцария | 1: Словакия                                                         | Германия        |
| 2001 | Великобритания   | 23 июня    | 17 | 2: Ирландия, Украина                                                                                                 | 3: Австрия, Норвегия, Эстония                     | 3: Венгрия, Испания, Франция                                        | Польша          |
| 2003 | Нидерланды       | 4 июля     | 10 | 2: Армения, Румыния                                                                                                  | —                                                 | 3: Австрия, Германия, Ирландия                                      | Украина         |
| 2003 | Нидерланды       | 4 июля     | 10 | 2: Армения, Румыния                                                                                                  | —                                                 | 3: Австрия, Германия, Ирландия                                      | Чехия           |
| 2003 | Нидерланды       | 4 июля     | 10 | 2: Армения, Румыния                                                                                                  | —                                                 | 3: Австрия, Германия, Ирландия                                      | Швеция          |
| 2005 | Польша           | 23 июня    | 10 | — | —                                                 | 4: Армения, Украина, Швейцария, Эстония                             | Нидерланды      |
| 2007 | Швейцария        | 4 февраля  | 0  | Конкурс отменен | Конкурс отменен                                   | Конкурс отменен                                                     | Конкурс отменен |
| 2011 | Норвегия         | 24 июня    | 10 | 2: Косово, Хорватия                                                                                                  | 2: Германия, Португалия                           | 7: Бельгия, Великобритания, Кипр, Латвия, Румыния, Финляндия, Чехия | Норвегия        |
| 2013 | Польша           | 14 июня    | 10 | 1: Беларусь | 3: Армения, Украина, Чехия                        | 4: Греция, Португалия, Косово, Хорватия                             | Нидерланды      |
| 2015 | Чехия            | 14 июня    | 10 | 2: Албания, Мальта                                                                                                   | 1: Словакия                                       | 3: Армения, Беларусь, Украина                                       | Польша          |
| 2017 | Чехия            | 16 декабря | 8  | — | 1: Португалия                                     | 3: Албания, Нидерланды, Словакия                                    | Польша          |
| Год  | Место проведения | Дата       | ВУ | Дебюты | Возвращения                                       | Уходы                                                               | Победитель      |

### Рейтинги участия
В таблицах ниже указан рейтинг стран-участниц конкурса молодых танцоров Евровидение с 1985 по 2015 год.
 В скобках указан рейтинг стран-участниц полуфинала. Жирным выделено наибольшее количество участий/занятых мест в своей категории.
| №  | Страна         | Ⅰ | Ⅱ | Ⅲ | Участия | Победа                       |
| -- | -------------- | - | - | - | ------- | ---------------------------- |
| 1  | Испания        | 5 |   | 1 | 8       | 1985, 1991, 1993, 1995, 1997 |
| 2  | Польша         | 3 | 1 |   | 11      | 2001, 2015, 2017             |
| 3  | Нидерланды     | 2 |   | 1 | 11      | 2005, 2013                   |
| 4  | Швеция         | 1 | 2 | 2 | 15      | 2003                         |
| 5  | Германия       | 1 | 1 | 1 | 13      | 1999                         |
| 6  | Франция        | 1 | 1 | 1 | 7       | 1989                         |
| 7  | Норвегия       | 1 | 1 |   | 13      | 2011                         |
| 8  | Дания          | 1 |   | 1 | 4       | 1987                         |
| 9  | Великобритания | 1 |   |   | 7       | 1989                         |
| 10 | Чехия          | 1 |   |   | 7       | 2003                         |
| 11 | Украина        | 1 |   |   | 3       | 2003                         |
| 12 | Словения       |   | 3 |   | 10      |                              |
| 13 | Бельгия        |   | 2 | 2 | 11      |                              |
| 14 | Швейцария      |   | 2 |   | 9       |                              |
| 15 | Эстония        |   | 1 |   | 4       |                              |
| 16 | Румыния        |   | 1 |   | 2       |                              |
| 17 | Австрия        |   |   | 1 | 5       |                              |

## Победители

### Список победителей по годам
| 1985 | 16 июня    | Реджо-нель-Эмилия | 11 | Испания        | Аранча Аргуэльес                                               | Норвегия                              | Швеция                                |                              |                              |
| 1987 | 31 мая     | Шветцинген        | 14 | Дания          | Роза Гад Поулсен и Николай Хюббе                               | Швейцария                             | Германия                              |                              |                              |
| 1989 | 28 июня    | Париж             | 17 | Франция        | Агнес Летесту (Контемпорари)                                   | Второе и третье место не присуждались | Второе и третье место не присуждались |                              |                              |
| 1989 | 28 июня    | Париж             | 17 | Великобритания | Тэцуя Кумакава (Классический танец)                            | Второе и третье место не присуждались | Второе и третье место не присуждались |                              |                              |
| 1991 | 5 июня     | Хельсинки         | 15 | Испания        | Амая Иглесиас                                                  | Франция                               | Дания                                 |                              |                              |
| 1993 | 15 июня    | Стокгольм         | 15 | Испания        | Зинаида Яновски                                                | Швейцария                             | Австрия                               |                              |                              |
| 1995 | 6 июня     | Лозанна           | 15 | Испания        | Иисус Пастор Сауквуилло и Руз Миро                             | Швеция                                | Бельгия                               |                              |                              |
| 1997 | 17 июня    | Гдыня             | 12 | Испания        | Антонио Кармена Сан-Хосе                                       | Бельгия                               | Швеция                                |                              |                              |
| 1999 | 10 июня    | Лион              | 16 | Германия       | Йохан Стегли и Катя Вюнше                                      | Швеция                                | Испания                               |                              |                              |
| 2001 | 23 июня    | Лондон            | 18 | Польша         | Давид Купински и Марчин Купински                               | Бельгия                               | Нидерланды                            |                              |                              |
| 2003 | 4 июля     | Амстердам         | 10 | Украина        | Жерлин Ндуди (Балет)                                           | Второе и третье место не присуждались | Второе и третье место не присуждались |                              |                              |
| 2003 | 4 июля     | Амстердам         | 10 | Чехия          | Виктор Конвалинка и Моника Хечджукова (Выбор молодёжного жюри) | Второе и третье место не присуждались | Второе и третье место не присуждались |                              |                              |
| 2003 | 4 июля     | Амстердам         | 10 | Швеция         | Кристина Оом и Себастьян Мичанек (Танец модерн)                | Второе и третье место не присуждались | Второе и третье место не присуждались |                              |                              |
| 2005 | 24 июня    | Варшава           | 10 | Нидерланды     | Милоу Нуйенс                                                   | Польша                                | Бельгия                               |                              |                              |
| 2011 | 24 июня    | Осло              | 10 | Норвегия       | Даниэль Сарр                                                   | Словения                              | Третье место не присуждалось          | Третье место не присуждалось | Третье место не присуждалось |
| 2013 | 14 июня    | Гданьск           | 10 | Нидерланды     | Седриг Вервоерт                                                | Германия                              | Третье место не присуждалось          | Третье место не присуждалось | Третье место не присуждалось |
| 2015 | 19 июня    | Пльзень           | 10 | Польша         | Виктория Новак                                                 | Словения                              | Третье место не присуждалось          | Третье место не присуждалось | Третье место не присуждалось |
| 2017 | 16 декабря | Прага             | 8  | Польша         | Паулина Биджинска                                              | Словения                              | Третье место не присуждалось          | Третье место не присуждалось | Третье место не присуждалось |

### Количество побед по странам

Количество побед по странам

| Победы | Страна         | Конкурсы                     |
| ------ | -------------- | ---------------------------- |
| 5      | Испания        | 1985, 1991, 1993, 1995, 1997 |
| 3      | Польша         | 2001, 2015, 2017             |
| 2      | Нидерланды     | 2005, 2013                   |
| 1      | Великобритания | 1989                         |
| 1      | Франция        | 1989                         |
| 1      | Германия       | 1999                         |
| 1      | Дания          | 1987                         |
| 1      | Норвегия       | 2011                         |
| 1      | Украина        | 2003                         |
| 1      | Чехия          | 2003                         |
| 1      | Швеция         | 2003                         |